# 陈跃坤
陈跃坤（Chen Yuekun，1990年10月30日—），湖北武汉人，中国男子羽毛球运动员。

## 簡歷
1996年，陈跃坤在小一開始便跟隨启蒙教练林书惠练习羽毛球；至2003年进入湖北省队集训，三年後正式进入湖北省羽毛球队。
2009年，陈跃坤进入中国国家羽毛球二队，曾在2010年贏得 越南羽毛球公開賽男單冠軍；2011年，他正式通过队内的选拔赛，成功入选中国国家羽毛球队一队。

## 主要比賽成績
只列出曾進入準決賽的國際賽事成績：
| 年份   | 賽事                     | 公開賽級別 | 項目     | 成績   |
| ------ | ------------------------ | ---------- | -------- | ------ |
| 2010年 | 越南羽毛球大獎賽         | 大獎賽     | 男子單打 | 冠軍   |
| 2012年 | 泰國羽毛球黃金大獎賽     | 黃金大獎賽 | 男子單打 | 亞軍   |
| 2012年 | 澳門羽毛球黃金大獎賽     | 黃金大獎賽 | 男子單打 | 冠軍   |
| 2013年 | 馬來西亞羽毛球黃金大獎賽 | 黃金大獎賽 | 男子單打 | 準決賽 |

| 2007-2017年 | 首要超級賽 | 超級賽 | 黃金大獎賽 | 大獎賽 | 國際挑戰賽 | 國際系列賽 | 未來系列賽 | 其他 |

| 2018-2026年 | 總決賽 | 超級1000賽 | 超級750賽 | 超級500賽 | 超級300賽 | 超級100賽 | 國際挑戰賽 | 國際系列賽 | 未來系列賽 | 其他 |